# Araglas
Araglas es un personaje ficticio que pertenece al legendarium del escritor británico J. R. R. Tolkien y cuya breve historia es narrada en los apéndices de la novela El Señor de los Anillos. Es un dúnadan, hijo de Aragorn I. Su nombre está compuesto en la lengua sindarin y puede traducirse como «rey alegre».

## Historia
Nacido en Rivendel, en el año 2296 de la Tercera Edad del Sol. Como sus antecesores fue educado en Rivendel hasta la mayoría de edad. 
A la muerte de su padre en el año 2327 T.E., Araglas se convirtió en el sexto capitán de los dúnedain del Norte, apenas alcanzada la mayoría de edad. 
Durante su reinado, el hobbit Isumbras se convierte en el primer Thain de la línea de la familia Tuk y en el decimotercer Thain de la Comarca. Los Gamoviejo ocupan Los Gamos. Todavía reinaba la Paz Vigilante, por lo que su reinado no sufrió mayores sobresaltos.
Gobernó por 127 años, muriendo en el año 2455 T.E., a los 159 años de vida. Fue sucedido por su hijo Arahad.